# Sinthern
Sinthern ist ein südwestlicher Stadtteil der Stadt Pulheim im Rhein-Erft-Kreis. Er weist zurzeit nach Pulheim selbst die höchste Bevölkerungsdichte der Kommune auf.

## Lage
Sinthern bildet einen Doppelstadtteil mit Geyen. Südlich von Sinthern befindet sich Brauweiler. Nordwestlich von Sinthern verläuft der Pulheimer Bach.

## Geschichte
962 wurde Sinthern erstmals in einer Urkunde des Kölner Erzbischofs Brun genannt. Es ist nicht ausgeschlossen, dass der Ort bereits zur fränkischen Zeit besiedelt war. Zumindest konnten römische Bodenfunde gemacht werden. Politisch gehörte der Ort seit dem Mittelalter dem Kölngau an, in späterer Zeit dann zum Amt Königsdorf im Kurfürstentum Köln. 1794 besetzen französische Truppen den Ort. Sinthern bildete in der Folge zusammen mit Manstedten eine eigene Gemeinde in der Mairie Freimersdorf und gehörte zum Kanton Weiden im Arrondissement de Cologne im Département de la Roer. Nachdem es 1815 an Preußen gefallen war, gehörte Sinthern zur Gemeinde und Bürgermeisterei Freimersdorf im Landkreis Köln.

### Religion
Sinthern besitzt eine katholische Kirche St. Martinus, die zum Dekanat Pulheim gehört. Zudem besteht ein Pfarrverband mit Sinthern-Geyen-Brauweiler.
Die evangelische Gemeinde Geyen / Sinthern / Manstedten gehört zur Evangelischen Kirchengemeinde Köln-Weiden.

## Freizeit

### Veranstaltungen
Am 30. April jedes Jahres findet der „Tanz in den Mai“ auf dem „Weißer-Flieder-Platz“ statt. Außerdem werden jedes Jahr regelmäßige Feste wie das „Mai- und Scheunenfest“ abgehalten.

### Bauten

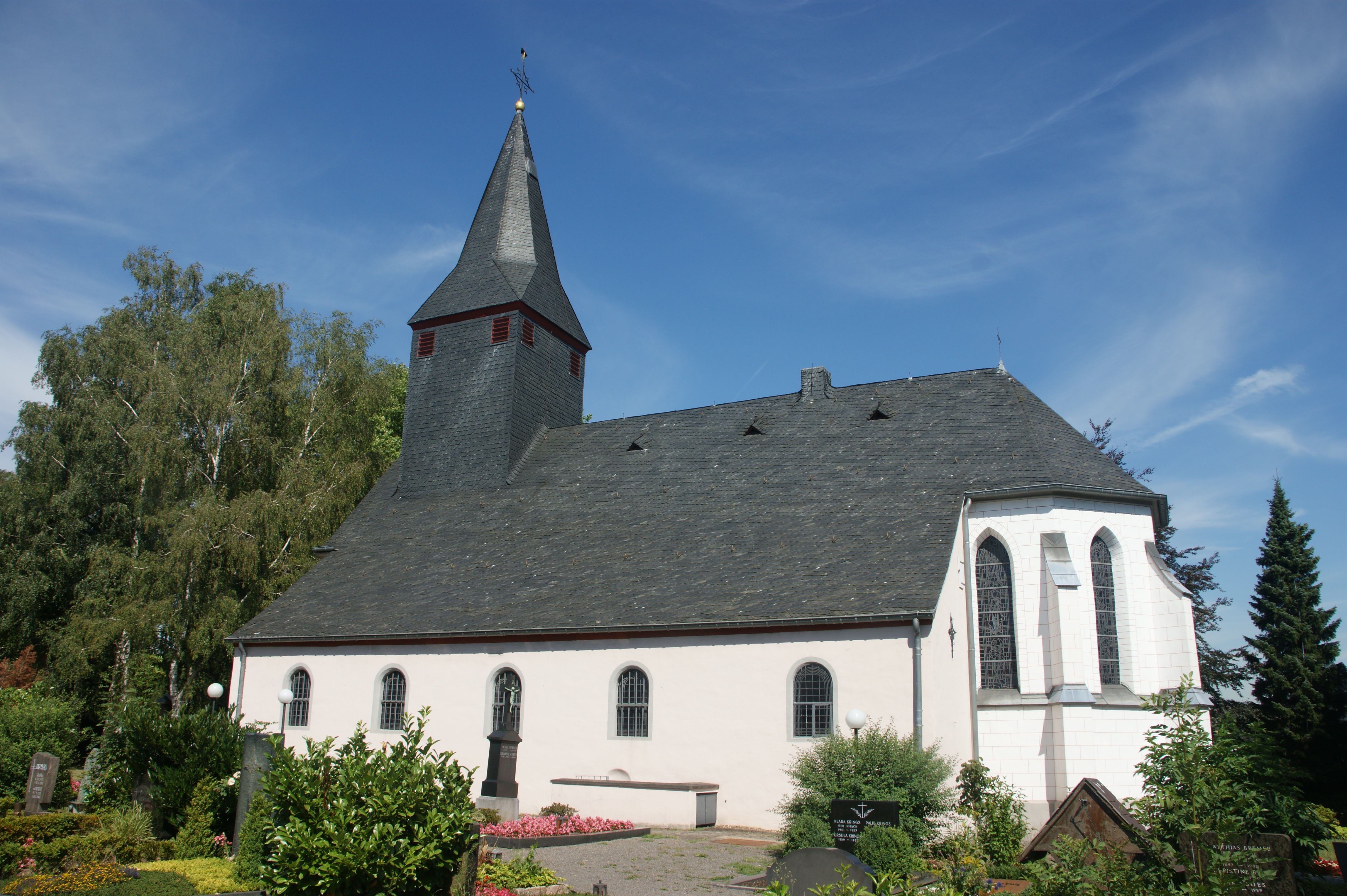
Katholische Pfarrkirche St. Martinus

Katholische Pfarrkirche St. Martinus: Die Kirche wurde erstmals im 11. Jahrhundert erwähnt. Diese erste kleine Kirche wurde im 12. Jahrhundert durch eine größere Basilika ersetzt. Ihr Turm wurde 1267 zerstört.

## Verkehr
| Linie | Linienverlauf |
| ----- | --- |
| 980   | (Worringen S –) Sinnersdorf – Pulheim Bf – Geyen – Sinthern – Abtei Brauweiler – Brauweiler – Königsdorf Bf – Buschbell – Hücheln – Frechen Rathaus |

Durch die REVG-Linie 980 (Köln-Worringen–Frechen) ist Sinthern an das Busnetz im Rhein-Erft-Kreis angeschlossen.

## Bildung
Sinthern verfügt über eine Gemeinschafts-Grundschule und einen privaten, einen städtischen und einen katholischen Kindergarten.

## Bekannte Einwohner
Jürgen Rüttgers, ehem. NRW-Ministerpräsident